# Château d'Iga Ueno
Pour les articles homonymes, voir Ueno (homonymie).
Le château d'Iga Ueno (伊賀上野城, Iga Ueno-jō), également connu sous les noms de château d'Ueno (上野城, Ueno-jō) et château de Hakuho (白鳳城, Hakuhō-jō), se trouve à Iga, préfecture de Mie au Japon.

## Histoire
La construction du château d'Iga Ueno commença en 1585 sur l'ordre de Takigawa Katsutoshi. Cependant, le honmaru, l'enceinte intérieure, de même que le tenshu, ou donjon, sur lesquels la reconstruction moderne s'est basée, ont été construits par Tsutsui Sadatsugu, le successeur de Katsutoshi. À Sadatsugu succéda Takatora Tōdō qui rénova le honmaru, lui donnant des murs de 30 m de haut. Ces travaux firent des murs du honmaru du château d'Iga Ueno les plus hauts de tous les châteaux du Japon, un record qui tient toujours.
Après que fut passée la menace de rébellion, le château ne parut plus aussi important qu'il l'avait été par le passé, en conséquence de quoi le tenshu ne fut pas reconstruit lorsqu'il fut abattu par une tempête en 1612.

## Aujourd'hui
Le tenshu du château a été reconstruit en bois en 1935. Il héberge à présent un musée qui expose des objets relatifs à l'histoire de la région,.
Presque toutes les autres parties du château sont en ruine bien que les imposants murs du honmaru sont encore debout. Le site est maintenant un « site historique national » au sein du parc de Ueno. Des séquences du film Kagemusha d'Akira Kurosawa ont été filmées au château d'Iga.

### Source
- (en) Morton S. Schmorleitz, Castles in Japan, Tokyo, Charles E. Tuttle Co., 1974 (ISBN 978-0-8048-1102-6).